# 토드 헬턴
토드 린 헬턴(Todd Lynn Helton, 1973년 8월 20일 ~ )은 전 미국 프로 야구 콜로라도 로키스의 선수이며, 콜로라도 로키스의 첫번째 영구 결번(17) 선수이다.

## 출신 학교
- 테네시 대학교

## 수상 경력
- 2004년 내셔널리그 골드글로브 1루수부문
- 2003년 내셔널리그 실버슬러거 1루수부문
- 2002년 내셔널리그 실버슬러거 1루수부문
- 2002년 내셔널리그 골드글로브 1루수부문
- 2001년 내셔널리그 실버슬러거 1루수부문
- 2001년 내셔널리그 골드글로브 1루수부문
- 2000년 내셔널리그 타율,안타, 타점 1위
- 2000년 내셔널리그 행크 아론상
- 2000년 내셔널리그 실버슬러거 1루수부문

## 메이저 리그 활동

### 콜로라도 로키스 시절
1997 COL 35 93 13 26 45 2 1 5 11 8 0 11 0 1 .280 .337 .484 .821 115
1998 COL 152 530 78 167 281 37 1 25 97 53 5 54 3 3 .315 .380 .530 .911 115
1999 COL 159 578 114 185 339 39 5 35 113 68 6 77 7 6 .320 .395 .587 .981 0.89 115
2000 COL 160 580 138 216 405 59 2 42 147 103 22 61 5 3 .372 .463 .698 1.162 0.89 115
2001 COL 159 587 132 197 402 54 2 49 146 98 15 104 7 5 .336 .432 .685 1.116 0.78 115
2002 COL 156 553 107 182 319 39 4 30 109 99 21 91 5 1 .329 .429 .577 1.006 0.84 115
2003 COL 160 583 135 209 367 49 5 33 117 111 21 72 0 4 .358 .458 .630 1.088 0.70 115
2004 COL 154 547 115 190 339 49 2 32 96 127 19 72 3 0 .347 .469 .620 1.088 0.75 115
2005 COL 144 509 92 163 272 45 2 20 79 106 22 80 3 0 .320 .445 .534 .979 0.65 115
2006 COL 145 546 94 165 260 40 5 15 81 91 15 64 3 2 .302 .404 .476 .880 0.74 115
2007 COL 154 557 86 178 275 42 2 17 91 116 16 74 0 1 .320 .434 .494 .928 0.85 115
2008 COL 83 299 39 79 116 16 0 7 29 61 8 50 0 0 .264 .391 .388 .779 0.96 115
2009 COL 151 544 79 177 266 38 3 15 86 89 5 73 0 1 .325 .416 .489 .904 0.97 115
2010 COL 73 263 32 66 85 10 0 3 19 38 0 57 0 0 .251 .344 .323 .667 0.86 115
CAREER 1885 6769 1254 2200 3771 519 34 328 1221 1168 175 940 36 27 .325 .424 .557 .981 0.82